# Конидии
Кони́дии (от др.-греч. κονία — пыль и εἶδος — вид, образ), или конидиоспо́ры, — неподвижные споры бесполого размножения у грибов. Также известны как митоспоры, поскольку образуются в результате митоза. Они являются гаплоидными клетками, генетически идентичными гаплоидным родительским. При благоприятных условиях развиваются в новый организм и способствуют распространению, то есть служат как для размножения, так и для расселения.

## Строение и морфогенез
От обычных спор конидии отличаются тем, что образуются не в спорангиях, а открыто — на выростах мицелия. Характерны для сумчатых (пеницилл, спорынья и др.), базидиальных (ржавчинные, головнёвые) и несовершенных грибов.
Бесполое размножение у аскомицетов осуществляется конидиями, которые образуются на конидиеносцах. Морфология этих специализированных конидиеносцев часто различается даже у близких видов и служит для их различения.
Существует два основных способа развития конидий (конидиогенеза):
- бластический — когда спора уже явно видна перед её отделением от конидиегенной гифы,
- таллический — когда сначала появляется перегородка и отделяющаяся часть содержимого гифы развивается в спору.

## Воздействие на здоровье человека
Некоторые обычно безвредные, но термоустойчивые грибы могут проникать в организм человека в форме конидий. У пациентов с тяжёлыми нарушениями иммунитета (больные острой лейкемией, подвергающиеся химиотерапии, больные СПИДом на фоне B-клеточной лимфомы, пациенты, перенёсшие пересадку костного мозга или других важных органов, страдающие отторжением) конидии могут вызывать лёгочные инфекции.